# Left Alone
Left Alone is een Amerikaanse punkband afkomstig uit Los Angeles, Californië die in mei 1996 is opgericht door zanger en gitarist Elvis Cortez. De muziekstijl van Left Alone, die naar streetpunk neigt, kent ska-invloeden. De band staat bekend om zijn DIY-ethiek, wat inhoudt dat grote platenlabels door de band worden vermeden, er geen manager aanwezig is, de tours door de band zelf worden geboekt en dat de merchandise door de leden zelf wordt gemaakt.
Veel van de albums van de band zijn uitgegeven via het relatief kleine platenlabel Smelvis Records, dat rond 2000 werd opgericht door Elvis Cortez. Via dit label hebben ook veel andere underground-bands muziek laten uitgeven.

## Geschiedenis
Left Alone werd opgericht in mei 1996. Na het uitbrengen van talloze demo's, splitalbums en ep's, werd uiteindelijk in 2002 het debuutalbum van Left Alone uitgebracht, getiteld Streets of Wilmington. Een jaar later compileerde Left Alone een verzamelalbum bestaande uit eerder uitgegeven nummers die toen niet meer in fysieke vorm te verkrijgen waren, getiteld 1996-2000. In 2004 en 2005 speelde Left Alone op het Amerikaanse muziekfestival Warped Tour. Tijdens de editie van 2005 hoorde Tim Armstrong van de punkband Rancid het album Lonely Starts & Broken Hearts, een album van dat band dat het jaar daarvoor was uitgegeven. Armstrong, eigenaar van het platenlabel Hellcat Records, bood de band een contract aan en liet Lonely Starts & Broken Hearts heruitgeven via Hellcat Records. Het derde studioalbum van de band, getiteld Dead American Radio, werd uitgegeven via Hellcat Records op 8 augustus 2006 en bevat enkele gastoptredens van Tim Armstrong en Patricia Day van de Deense band HorrorPops. De band heeft hierna nog drie studioalbums uitgegeven, namelijk Left Alone (2009), Harbor Area (2014) en Checkers & Plaid (2021).

## Leden
- Elvis Cortez - zang, gitaar
- Jimmy Jam - basgitaar
- Ben Shaw - drums

## Discografie
Studioalbums
- Streets of Wilmington (2002, Smelvis Records)
- Lonely Starts & Broken Hearts (2005, Smelvis Records)
- Dead American Radio (2006, Hellcat Records)
- Left Alone (2009, Hellcat Records)
- Harbor Area (2014, Hellcat Records/Smelvis Records)
- Checkers & Plaid (2021, Smelvis Records)

Compilatiealbums
- 1996-2000 (2006, Smelvis Records)